# Расби, Хенри Херд
Хенри Херд Расби (англ. Henry Hurd Rusby, 1855 — 18 ноября 1940) — американский ботаник. 

## Биография
Хенри Херд Расби родился в 1855 годув городке Натли, штат Нью-Джерси.
Расби оказал значительное влияние на содействие изучению экономической ботаники в Нью-йоркском ботаническом саду в течение первых пятидесяти лет его существования. Он внёс значительный вклад в ботанику, описав множество видов растений.
Умер 18 ноября 1940 года в возрасте 85 лет.

## Избранные научные работы
- Report of Work on the Mulford Biological Exploration of 1921–22. Journal of the New York Botanical Garden 23(272): 101–111, August 1922.
- New Species of Trees of Medicinal Interest from Bolivia. Bulletin of the Torrey Botanical Club 49: 259–264, sept 1922; & Journal of the American Pharmaceutical Association, October 1922.
- Descriptions of New Genera and Species of Plants Collected on the Mulford Biologial Exploration of the Amazon Valley, 1921–1922. Memoirs of the New York Botanical Garden 7: 205–387, March 1927.